# Cressonnière
Pour l’article homonyme, voir La Cressonnière.
Une cressonnière est typiquement un bassin d'eau courante où l'on cultive le cresson de fontaine. Elle désigne non seulement les bassins aménagés mais aussi les bassins naturels où poussent plusieurs espèces de cressons.

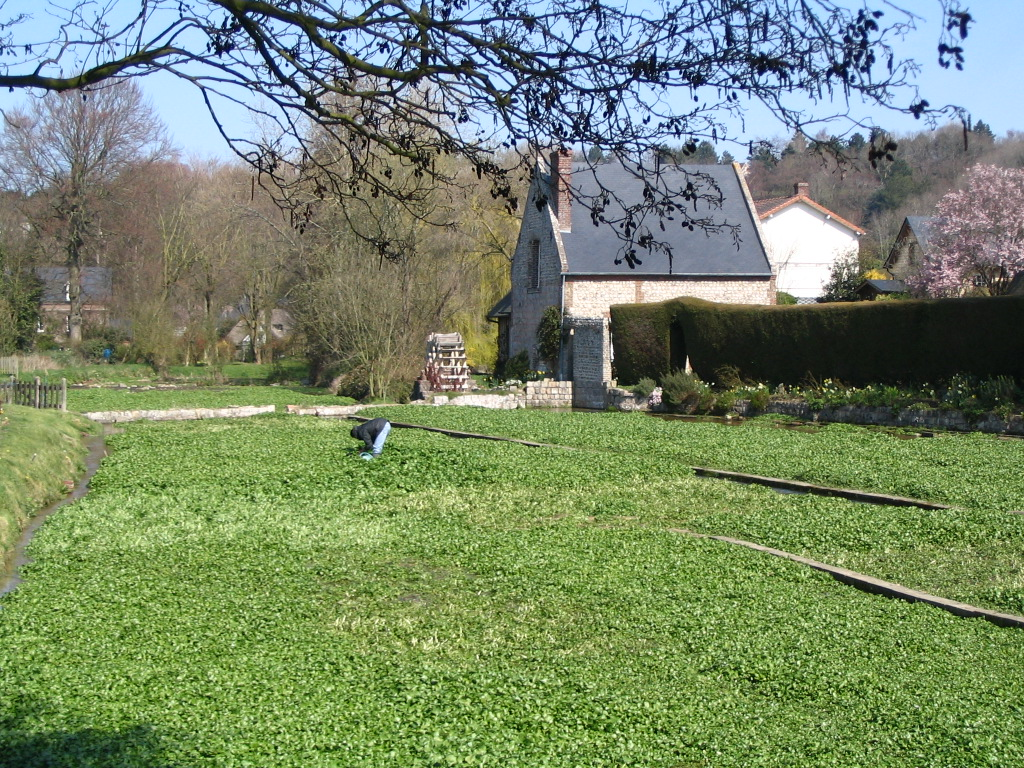
Une cressonnière au mois de mars sur la Veules.

## Présentation
La saison de culture et de récolte du cresson dure de septembre à mai. En fin de récolte, on passe  au curage, en commençant par la vidange et le nettoyage puis la désinfection, et ensuite à l'ensemencement.
Une cressonnière est composée de plusieurs fossés parallèles de 50 à 70 m de long, de 2 à 3 m de large et de 50 cm de profondeur avec une pente moyenne de 1 mm pour 1 mètre permettant à l'eau de s'écouler en permanence.
Les fossés sont séparés par des talus herbeux qui servent de chemin. L'eau de source (et non de rivière) arrive en tête des fossés par le coulis de charge, qui communique avec les fossés de culture par des goulottes. Cette eau nourrit le cresson et s'évacue ensuite en pied de fossé vers le coulis de décharge, par des goulottes pour ensuite rejoindre la rivière.